# Runabout

Oldsmobile Curved Dash de 1903 en la Carrera de Coches Antiguos Londres-Brighton (2009)

Se denomina con la palabra inglesa runabout a un estilo de carrocería de automóvil que fue popular en América del Norte hasta aproximadamente 1915. Eran coches ligeros y con un equipamiento muy básico. Carecían de parabrisas, techo o puertas, y disponían de una sola fila de asientos. Finalmente se volvieron indistinguibles de los convertibles, y el término dejó de usarse en los Estados Unidos. El concepto original derivó en el moderno "automóvil urbano". 

## Descripción e historia

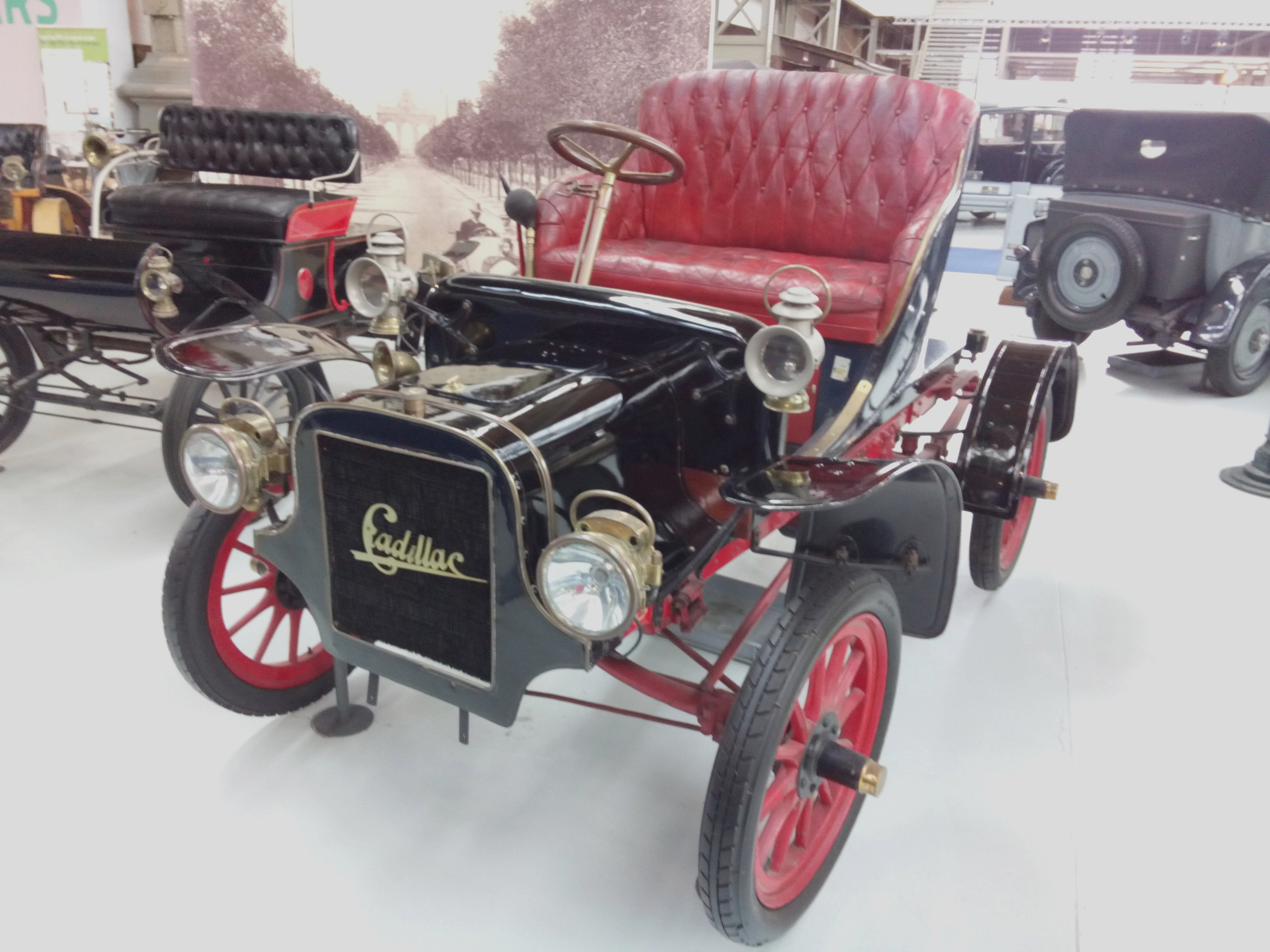
Cadillac Modelo K de 1907 en el AutoWorld de Bruselas

El runabout era un automóvil abierto, ligero y económico con carrocería básica y sin parabrisas, techo o puertas. La mayoría tenía solo una fila de asientos con capacidad para dos pasajeros. Algunos también tenían un transpotín en la parte trasera con asientos opcionales para uno o dos pasajeros más; cuyo espacio también podía estar reservado para una plataforma, un cofre o un tanque de combustible. Se diferenciaban de los buggies y de los high wheelers principalmente por tener ruedas más pequeñas.
Los primeros runabout tenían sus motores debajo de la carrocería, hacia la mitad del chasis. Este diseño a veces dificultaba el mantenimiento, como en el Oldsmobile Curved Dash, en el que se tenía que retirar la carrocería para acceder al motor. El runabout Gale solucionó este problema al permitir girar la carrocería en la parte trasera del automóvil, de manera que pudiera inclinarse para acceder al motor. Algunos modelos posteriores ya tenían el motor en lo que se convirtió en la posición convencional, en la parte delantera del automóvil.
Estos coches se hicieron populares en América del Norte desde finales del siglo XIX hasta aproximadamente 1915. Diseñados para ser usados en distancias cortas, a mediados de la década de 1910 se volvieron casi indistinguibles de los convertibles.
Ejemplos notables de runabouts incluyen el Oldsmobile Curved Dash mencionado anteriormente, que fue el primer automóvil producido en serie, y el Cadillac runabout, que ganó el Trofeo Dewar en 1908 por su uso de piezas intercambiables.

## Uso posterior del término
El GM Runabout de 1964 fue un modelo conceptual de tres ruedas exhibido por primera vez en Futurama II, formando parte de la Feria Mundial de Nueva York de 1964. El automóvil estaba diseñado específicamente para amas de casa, y disponía de carros de la compra desmontables integrados.
El término "runabout" todavía se usa en el Reino Unido para referirse a un pequeño automóvil utilizado para viajes cortos.